# اكتشاف النيوترون
اكتِشَافُ النِيُوتْرُونِ (بالإنجليزية: Discovery of the neutron) مُصطَلَحٌ يشير إلى الخَلْفيَّة العِلْميَّة والأكاديميَّة التي أدت إلى اكتشاف الجُسَيم المحايد الذي يمثل أَحَد مكوِّنات نواة الذرَّة وعددٍ من الجُسَيمات دون الذرِّية الأخرى في القرن العشرين.
كان اكتشاف النيوترون وخصائصه محوراً جوهرياً في التطورات الاستثنائية التي شهدها علم الفيزياء الذرية في النصف الأول من القرن العشرين، فقد وضع إرنست رذرفورد في مطلع القرن نموذجاً بدائياً للذرة استناداً إلى تجربة رقائق الذهب التي أجراها هانز غايغر وإرنست مارسدن،:188 وقد كانت كتلة الذرة وشحنتها الكهربائية الموجبة في هذا النموذج متركزة في نواة صغيرة جداً. اكتُشِفت نظائر العناصر الكيميائية مطلع عام 1920، وحُدِّدَت الكتل الذرية على أنها بشكل تقريبي مضاعفات صحيحة لكتلة ذرة الهيدروجين، كما جرى التعرف إلى العدد الذري باعتباره يمثل شحنة النواة.:§1.1.2 كان يُنظر إلى النواة طوال عقد العشرينيات على أنها مكوّنة من تركيبات من البروتونات والإلكترونات، وهما الجسيمان الأوليان الوحيدان المعروفان في ذلك الوقت،:200 غير أن هذا النموذج واجه تناقضات عدة على المستويَين التجريبي والنظري.:298
تجلَّت الطبيعة الجوهرية للنواة الذرية مع اكتشاف النيوترون على يد جيمس تشادويك عام 1932، وتحديد أنه جسيم أولي جديد ومتمايز عن البروتون.:55
استُخدم النيوترون غير المشحون فور اكتشافه وسيلةً جديدة لاستكشاف بُنية النواة الداخلية، ما أدى إلى اكتشافات بارزة مثل إنتاج عناصر مشعة جديدة عبر تشعيعها بالنيوترونات عام 1934، وانشطار ذرات اليورانيوم بواسطة النيوترونات عام 1938. أدى اكتشاف الانشطار النووي إلى تطوير كلٍ من الطاقة النووية والأسلحة النووية مع نهاية الحرب العالمية الثانية. كان يُعتقد أن كلاً من البروتون والنيوترون جسيمان أوليَّان حتى ستينيات القرن العشرين، حين تبيَّن أنهما جسيمان مركَّبان يتكوَّنان من الكواركات.

## اكتشاف النشاط الإشعاعي
استمرت النقاشات الحادة حول وجود الذرات من عدمه حتى بداية القرن العشرين، وكان جمعٌ من الفلاسفة مثل إرنست ماخ وفيلهلم أوستفالد ينكرون أن الذرات كائنات حقيقية، معتبرين إياها بناءً رياضياً متلاءماً، في حين كان العلماء مثل أرنولد سومرفيلد ولودفيغ بولتزمان يرون أن النظريات الفيزيائية الموضوعة تتطلب وجود الذرات.:13–14
اكتشف العالم الفرنسي هنري بيكريل عام 1896 النشاط الإشعاعي أثناء عمله مع المواد الفسفورية، واستطاع إرنست رذرفورد عام 1898 في مختبر كافندش التمييز بين نوعين من النشاط الإشعاعي، هما أشعة ألفا وأشعة بيتا المختلفتان في قدرتهما على الاختراق أو النفاذ إلى المواد العادية أو الغازات، ثم اكتشف بول فيلارد بعد عامين أشعة غاما التي امتازت بقدرة اختراق أكبر.:8–9 سرعان ما حُدِّدت هذه الإشعاعات بجسيمات معروفة، فقد أظهر فالتر كاوفمان عام 1902 أن أشعة بيتا هي إلكترونات؛ وأظهر رذرفورد وتوماس رويدس عام 1907 أن أشعة ألفا هي أيونات الهيليوم؛ وأظهر رذرفورد وإدوارد اندرادي عام 1914 أن أشعة غاما هي إشعاع كهرومغناطيسي، أي أنها شكل من أشكال الضوء.:61–62, 87 وقد تبين أيضاً أن هذه الإشعاعات تنبثق من الذرات، ومن ثَمَّ فقد قدمت دلائل على العمليات التي تحدث داخل الذرات، وقد تعرف المجتمع العلمي إلى هذه الإشعاعات أيضاً بصفتها أدوات يمكن استغلالها في تجارب التشتيت لاستكشاف البنية الداخلية للذرات.

## تجربة رقائق الذهب واكتشاف النواة الذرية

مخطط رسمي توضيحي لنواة ذرة يوضح إشعاع بيتا السالب ، وهو انبعاث إلكترون سريع من النواة (حُذِف النيوترينو المصاحب للإلكترون من المخطط). كانت الكرة الحمراء في نموذج رذرفورد للذرة تمثل بروتوناً بشحنة موجبة، والكرة الزرقاء تمثل بروتوناً مرتبطاً بإحكام بإلكترون بدون شحنة صافية.يُظهِر الشكل الداخلي (إلى اليمين) تحلل بيتا لنيوترون حر كما هو مفهومٌ اليوم، حيث يُستحدَث إلكترون ونيوترينو مضاد في هذه العملية.

أشرَفَ رذرفورد في جامعة مانشستر على سلسلة من التجارب التي أجراها كل من هانز غايغر وإرنست مارسدن بين عامي 1908 و1913 بهدف تحديد الآلية التي تتشتت بها جسيمات ألفا عند اصطدامها برقاقة معدنية، وهي ما يعرف بتجربة رقائق الذهب أو تجربة غايغر-مارسدن. أفضت هذه الحسابات إلى اكتشاف استثنائي مفاده أنه على الرغم من أن غالبية جسيمات ألفا التي اجتازت صفيحة رقيقة من الذهب عانت انحرافاً طفيفاً، فإن قلة منها تشتتت بزوايا انحراف كبيرة. أشار التشتت إلى أن بعضاً من جسيمات ألفا ارتدت عائدة من مكون صغير ولكنه كثيف داخل الذرات. استند رذرفورد إلى هذه الحسابات، وبات جلياً له بحلول عام 1911 أن الذرة تتكون من نواة صغيرة وكثيفة تحمل شحنة موجبة وتحيط بها سحابة أكبر بكثير من الإلكترونات ذات الشحنة السالبة. وكان لِزاماً وجود الكتلة الذرية المركزة لتفسير الانحراف الملحوظ لجسيمات ألفا، وقد طور رذرفورد نموذجاً رياضياً يفسر هذا التشتت.:188
قوبل نموذج رذرفورد بتجاهل كبير من المجتمع العلمي، ومع هذا طوَّر نيلز بور عندما انضم إلى مجموعة رذرفورد نموذج بور للإلكترونات التي تدور حول النواة عام 1913، وهو ما أدى في النهاية إلى نموذج ذري قائم على ميكانيكا الكم بحلول منتصف عشرينيات القرن العشرين.

## اكتشاف النظائر
عمل اختصاصيّ الكيمياء الإشعاعية فردريك سودي في جامعة غلاسكو، بالتزامن مع أبحاث رذرفورد وغايغر ومارسدن، على دراسة مشكلات كيميائية تتعلق بالمواد المشعة. وكان سودي قد عمل سابقاً مع رذرفورد في جامعة مكغيل على ظاهرة النشاط الإشعاعي.
تعرَّف سودي بحلول عام 1910 إلى نحو 40 عنصراً مشعاً مختلفاً، أُطلِق عليها اسم «العناصر المشعة»، تقع جميعها بين اليورانيوم والرصاص، رغم أن الجدول الدوري لم يكن يسمح إلا بوجود 11 عنصراً فقط في هذا النطاق. اكتشف كل من سودي وكازيميرز فايانس بشكل مستقل عام 1913 أن العنصر الذي يخضع لتحلل ألفا ينتج عنصراً يقع مكانين إلى يساره في الجدول الدوري، بينما العنصر الذي يخضع لتحلل بيتا ينتج عنصراً يقع مكاناً واحداً إلى يمينه في الجدول، كما لاحظ أن العناصر المشعة التي تحتل نفس المكان في الجدول الدوري تتشابه كيميائياً بشكلٍ تام. وأطلق سودي على هذه العناصر المتطابقة كيميائياً اسم الـ«نظائر».:3–5 مُنِح سودي جائزة نوبل في الكيمياء عام 1921 لاكتشافه النظائر وأبحاثه في النشاط الإشعاعي.

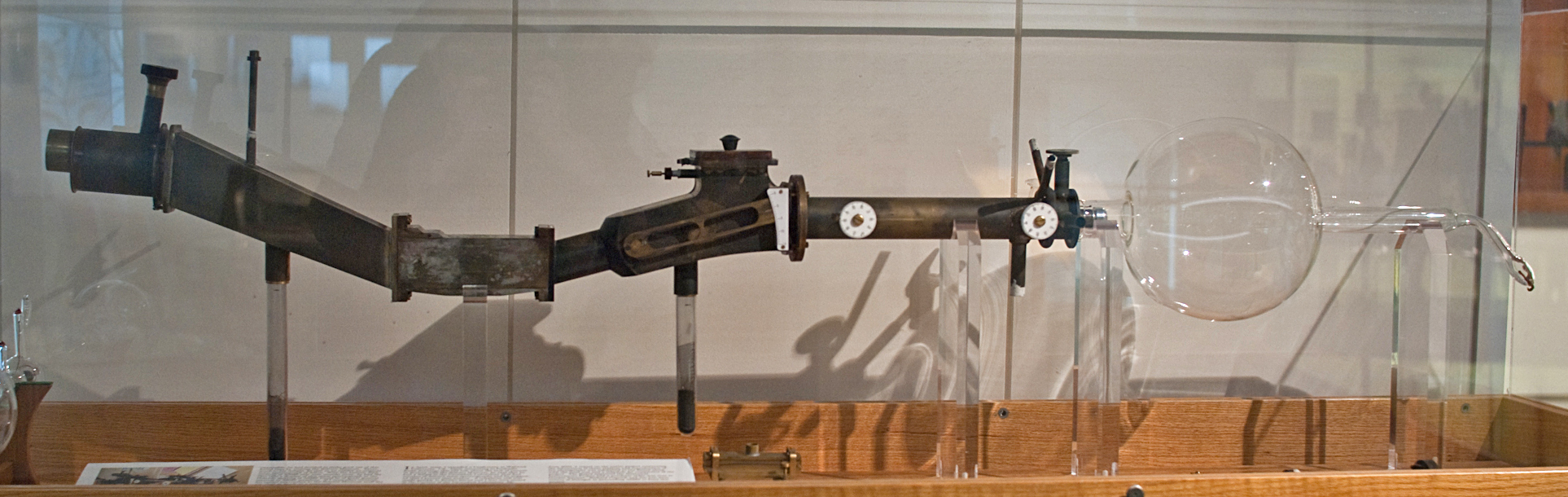
نسخة طبق الأصل من مطياف الكتلة الثالث الذي صممه فرانسيس أستون.

استفاد فرانسيس أستون من أعمال جوزيف جون طومسون حول انحراف الذرات موجبة الشحنة تحت تأثير الحقول الكهربائية والمغناطيسية، فبنى عام 1919 أول مطياف للكتلة في مختبر كافندش، وتمكن أستون بفضل هذا الجهاز من فصل نظيري النيون ²⁰Ne و²²Ne، وقد اكتشف ما يعرف بقاعدة العدد الصحيح، أي أن كتل الجسيمات (الذرات) تشكل علاقات عددية صحيحة بالنسبة إلى كتلة الأكسجين-16، والتي اعتبرها تساوي 16 تماماً. كان العنصر الوحيد الشاذ عن القاعدة بشكل ملفت حينها هو الهيدروجين الذي تساوي كتلته 1.008، كان الاختلاف بسيطاً جداً لكنه خارج حدود الخطأ التجريبي.
عُرِف مبدأ تكافؤ الكتلة والطاقة الذي وضعه ألبرت أينشتاين منذ عام 1905، ولذا أدرك أستون وعلماء آخرون بسرعة أن الفرق في الكتلة يرجع إلى طاقة الترابط النووي داخل الذرات.:399–401 فعندما تدمج محتويات عدد من ذرات الهيدروجين في ذرة واحدة فإن طاقة هذه الذرة الواحدة لابد أن تكون أقل من مجموع طاقات ذرات الهيدروجين المنفصلة، وبالتالي فإن كتلة الذرة الواحدة تكون أقل من مجموع كتل ذرات الهيدروجين. مُنِح أستون جائزة نوبل في الكيمياء عام 1922 عن اكتشافه النظائر في عدد كبير من العناصر غير المشعة، وعن صياغته لقاعدة العدد الصحيح. وقد اقترح آرثر إدينغتون عام 1920 بالاستناد إلى اكتشاف أستون الحديث المتعلق بطاقة الترابط النووي أن النجوم قد تحصل على طاقتها من خلال دمج الهيدروجين (البروتونات) لتكوين الهيليوم، وأن العناصر الأثقل قد تتكون داخل النجوم.

## العدد الذري وقانون موزلي
لاحظ رذرفورد وعلماء آخرون التفاوت بين كتلة الذرَّة (كما تُحسب بوحدات الكتلة الذرِّية) والشحنة التقريبية المطلوبة في النواة لكي يعمل نموذج رذرفورد، فقد كانت الشحنة المطلوبة لنواة الذرَّة تساوي عادةً نحو نصف كتلتها الذرِّية.:82 افترض أنطونيوس فان دن بروك بجرأة أنَّ الشحنة المطلوبة، والمُشار إليها بالرمز Z، ليست نصف الوزن الذرِّي للعنصر، بل تساوي تماماً الترتيب التسلسلي للعنصر في الجدول الدوري.:228 لم تكن يُعرف في ذلك الوقت أي دلالة فيزيائية لمواقع العناصر في الجدول الدوري. ولكن عند ترتيب العناصر وفقاً لتزايد الكتلة الذرِّية، كانت الخصائص الكيميائية تُظهِر نمطاً دورياً، ومع ذلك كانت هناك استثناءات واضحة من هذه الدورية، مثل الكوبالت والنيكل.:180
ناقش هنري موزلي في جامعة مانشستر عام 1913 نموذج بور للذرة مع نيلز بور نفسه أثناء زيارته للجامعة. وقد فسَّر النموذج الطيف الكهرومغناطيسي المنبعث من ذرَّة الهيدروجين، وتساءل موزلي وبور عما إذا كانت الأطياف الكهرومغناطيسية المنبعثة من العناصر الأثقل، مثل الكوبالت والنيكل، ستتبع ترتيبها حسب الوزن، أم حسب موقعها في الجدول الدوري.:346 اختبر موزلي هذا التساؤل بشكلٍ تجريبي في الفترة ما بين عامَي 1913 و1914 باستخدام تقنيات حيود الأشعة السينية. وقد وجد أنَّ الخط الأكثر شدةً والأقصر طولاً موجياً في طيف الأشعة السينية لعنصر معيّن، والذي يُعرف بخط كيه-ألفا، يرتبط بموقع العنصر في الجدول الدوري، أي بعدده الذرّي Z. وقد كان موزلي في الواقع هو من قدَّم هذا الاصطلاح في التسمية.:§1.1.2 اكتشف موزلي أنَّ ترددات الإشعاع ترتبط بطريقة بسيطة بالعدد الذرِّي للعناصر لعدد كبير من العناصر.:5:181
لوحِظ خلال عام واحد أنَّ المعادلة التي توضِّح هذه العلاقة (والتي تُعرف الآن باسم قانون موزلي) يمكن تفسيرها باستخدام نموذج بور لعام 1913، مع افتراضات إضافية معقولة حول البنية الذرِّية في العناصر الأخرى.:87 أوضح بور لاحقاً أنَّ نتيجة موزلي لم تُثبِت فقط أنَّ العدد الذرِّي هو كمية قابلة للقياس تجريبياً، بل منحت هذا العدد معنىً فيزيائياً باعتباره الشحنة الموجبة في نواة الذرَّة، فأصبح بالإمكان ترتيب العناصر في الجدول الدوري وفقاً للعدد الذرِّي، بدلاً من الكتلة الذرِّية.:127 ربطت هذه النتيجة بين ترتيب الجدول الدوري، ونموذج بور للذرَّة،:56 ونموذج رذرفورد لتشتت جسيمات ألفا من النوى، وقد استشهد بها رذرفورد وبور وآخرون بوصفها خطوة حاسمة في فهم طبيعة النواة الذرِّية.
توقّفَ البحث الموسَّع في الفيزياء الذرِّية بسبب اندلاع الحرب العالمية الأولى، وقُتِل موزلي عام 1915 في معركة جاليبولي.:182 بينما كان جيمس تشادويك، تلميذ رذرفورد، معتقلاً في ألمانيا طوال فترة الحرب من 1914 إلى 1918. وانقطع عمل ليز مايتنر وأوتو هان في بحثهما حول تحديد سلاسل التحلل الإشعاعي للراديوم واليورانيوم باستخدام الفصل الكيميائي الدقيق في برلين.:§4 قضت مايتنر جزءاً كبيراً من فترة الحرب في العمل بصفة اختصاصية في علم الأشعة وفنية تصوير بالأشعة السينية قرب الجبهة النمساوية، بينما عمل الكيميائي هان في أبحاث تتعلق بحرب الغازات السامة.:61–62, 68

## نواة رذرفورد

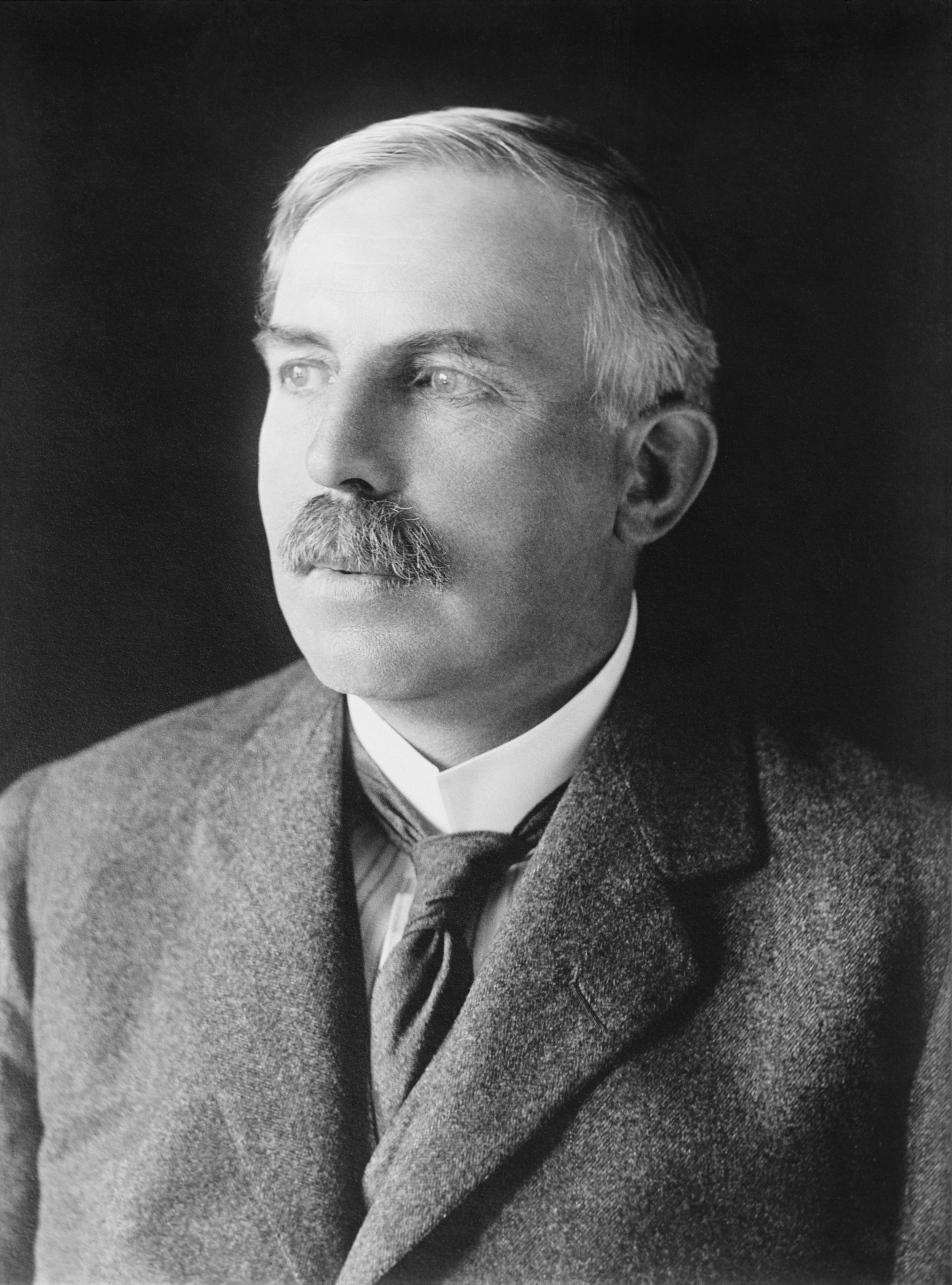
الكيميائي والفيزيائي البريطاني إرنست رذرفورد.

ألقى إرنست رذرفورد عام 1920 محاضرة بيكيرية في الجمعية الملكية بعنوان «التركيب النووي للذرات»، وهي ملخص للتجارب الحديثة حول النوى الذرية والاستنتاجات المتعلقة ببنية النواة الذرية.:23:5 كان يُفترض بحلول عام 1920 على نطاق واسع وجود إلكترونات داخل النواة الذرية. وكان يُعتقد أن النواة تتكوَّن من نوى هيدروجين بعدد يساوي الكتلة الذرية، ولكن بما أن كل نواة هيدروجين تحمل شحنة موجبة (1+)، فقد كان من الضروري وجود عدد أقل من الـ«إلكترونات داخلية» ذات الشحنة السالبة (1–) داخل النواة لإعطائها الشحنة الكلية الصحيحة، وقد أُهملت كتلة الإلكترونات هذه الحسابات لأن كتلة البروتونات أكبر بنحو 1800 مرة من كتلة الإلكترونات.:230–231

## الهوامش
1. ↑  يُعَبَّر عن قاعدة العدد الصحيح اليوم بوحدات الكتل الذرية (amu) نسبةً إلى الكربون-12.[EJ 8]
2. ↑  ذرة الهيدروجين العادي (ويسمى بروتيوم) تتكون من بروتون واحد فقط ولا تحتوي على نيوترونات، لذلك عند الحديث عن «دمج الهيدروجين»، فإن التفاعل النووي (مثل الاندماج في النجوم) يتم غالباً باستخدام هذا النظير الأخف للهيدروجين، أي البروتونات نفسها. والمقصود من "دمج الهيدروجين (البروتونات)" هو أن الاندماج يحدث بين نوى ذرات الهيدروجين وهي في هذه الحالة بروتونات.
3. ↑  العدد الذرِّي والكتلة الذرِّية لعنصر الكوبالت هما على التوالي 27 و 58.97، أمَّا بالنسبة لعنصر النيكل فهما على التوالي 28 و 58.68.

### كتب إنجليزية
1. 1 2 3 4 5 6  Pais, Abraham (1986). Inward Bound (بالإنجليزية). Oxford University Press. ISBN:978-0198519973.
2. ↑  Strickland, Jeffrey (2011). Weird Scientists - The Creators of Quantum Physics (بالإنجليزية). Lulu.com[الإنجليزية]. p. 142. ISBN:9781257976249.
3. 1 2 3 4  Byrne, J. (1994). Neutrons, Nuclei, and Matter: An Exploration of the Physics of Slow Neutrons (بالإنجليزية). University of Sussex. ISBN:075030264X.
4. 1 2  Stuewer, Roger H. (1983). "The Nuclear Electron Hypothesis". In Shea, William R. (ed.). Otto Hahn and the Rise of Nuclear Physics (بالإنجليزية). D. Reidel[الإنجليزية]. pp. 19–67. ISBN:978-90-277-1584-5.
5. 1 2 3 4  Rife, Patricia (1999). Lise Meitner and the dawn of the nuclear age (بالإنجليزية). Birkhäuser[الإنجليزية]. ISBN:978-0-8176-3732-3.
6. ↑  Perkins, Donald H. (1982). Introduction to High Energy Physics (بالإنجليزية). Addison–Wesley[الإنجليزية]. pp. 201–202. ISBN:978-0-201-05757-7.
7. 1 2  Pais, Abraham (2002). Inward bound: of matter and forces in the physical world (بالإنجليزية) (Reprint ed.). Clarendon Press. ISBN:978-0-19-851997-3.
8. ↑  Choppin, Gregory; Liljenzin, Jan-Olov; Rydberg, Jan (2013). Radiochemistry and Nuclear Chemistry (بالإنجليزية) (4th ed.). Academic Press[الإنجليزية]. ISBN:978-0124058972.
9. ↑  Beiser, Arthur (2003). Concepts of Modern Physics (PDF) (بالإنجليزية) (6th ed.). McGraw-Hil. ISBN:0072448482.
10. 1 2  Heilbron, J. L. (1974). H.G.J. Moseley: The Life and Letters of an English Physicist, 1887–1915 (بالإنجليزية). University of California Press. ISBN:0520023757.
11. 1 2 3  Pais, Abraham (1991). Niels Bohr's Times: In Physics, Philosophy, and Polity (بالإنجليزية). Oxford University Press. ISBN:0-19-852049-2.
12. ↑  Bernard, Jaffe (1971). Moseley and the numbering of the elements (بالإنجليزية). Doubleday. ASIN:B009I5KZGM.
13. ↑  Born, Max (2013). Atomic Physics (بالإنجليزية) (8th ed.). Courier Corporation[الإنجليزية]. ISBN:9780486318585.
14. ↑  Kragh, Helge (2002). Quantum Generations: A History of Physics in the Twentieth Century (بالإنجليزية) (Reprint ed.). Princeton University Press. ISBN:978-0691095523.

### دوريات إنجليزية
1. 1 2  Rutherford, E. (1911). "The Scattering of α and β Particles by Matter and the Structure of the Atom". Philosophical Magazine[الإنجليزية] (بالإنجليزية) (21): 669–688. DOI:10.1080/14786440508637080. Archived from the original on 2019-04-04. Retrieved 2025-04-10.
2. 1 2 3  Squires, Gordon (1998). "Francis Aston and the mass spectrograph". Dalton Transactions[الإنجليزية] (بالإنجليزية) (23): 3893–3900. DOI:10.1039/a804629h. Archived from the original on 2024-07-16.
3. ↑  Chadwick, J. (1932). "Existence of a Neutron". Proceedings of the Royal Society A (بالإنجليزية). 136 (830): 692–708. Bibcode:1932RSPSA.136..692C. DOI:10.1098/rspa.1932.0112.
4. ↑  Chadwick, J.; Goldhaber, M. (1935). "A nuclear photoelectric effect". Proceedings of the Royal Society A (بالإنجليزية). 151 (873): 479–493. Bibcode:1935RSPSA.151..479C. DOI:10.1098/rspa.1935.0162.
5. ↑  Longair, Malcolm (2021). "Rutherford and the Cavendish Laboratory". Journal of the Royal Society of New Zeland[الإنجليزية] (بالإنجليزية). 51 (3–4): 444–466. DOI:10.1080/03036758.2021.1885452. Archived from the original on 2023-12-18.
6. ↑  Bohr, N. (1913). "On the Constitution of Atoms and Molecules, Part I" (PDF). Philosophical Magazine[الإنجليزية] (بالإنجليزية). 26 (151): 1–24. Bibcode:1913PMag...26....1B. DOI:10.1080/14786441308634955. Archived from the original (PDF) on 2023-03-07.
7. ↑  Freedman, Michael I. (1979). "Frederick Soddy and the Practical Significance of Radioactive Matter". The British Journal for the History of Science[الإنجليزية] (بالإنجليزية). Cambridge University Press. 12 (3): 257–260. Archived from the original on 2024-02-25 – via JSTOR.
8. ↑  Holden, Norman E. (2004). "Atomic Weights and the International Committee —A Historical Review" (بالإنجليزية). Chemistry International[الإنجليزية]. 26 (1). Archived from the original on 2025-03-24. {{استشهاد بدورية محكمة}}: الاستشهاد بدورية محكمة يطلب |دورية محكمة= (help)
9. ↑  Eddington, A. S. (1920). "The Internal Constitution of the Stars" (PDF) (بالإنجليزية). Nature. 106 (2653): 233–40. Bibcode:1920Natur.106...14E. DOI:10.1038/106014a0. PMID:17747682. S2CID:36422819. Archived from the original (PDF) on 2024-09-21. {{استشهاد بدورية محكمة}}: الاستشهاد بدورية محكمة يطلب |دورية محكمة= (help)
10. ↑  Heilbron, John (1966). "The Work of H. G. J. Moseley". Isis (بالإنجليزية). 57 (3): 336–364. DOI:10.1086/350143. JSTOR:228365. S2CID:144765815.
11. ↑  Moseley, Henry G. J. (1913). "The High Frequency Spectra of the Elements". Philosophical Magazine[الإنجليزية] (بالإنجليزية). 26 (156): 1024–1034. DOI:10.1080/14786441308635052. Archived from the original on 2023-10-08.
12. ↑  "This Month in Physics History: May 1932: Chadwick reports the discovery of the neutron". APS News[الإنجليزية] (بالإنجليزية). 16 (5). 2007. Archived from the original on 2024-03-11.
13. ↑  Rutherford, E. (1920). "Bakerian Lecture: Nuclear Constitution of Atoms". Proceedings of the Royal Society A (بالإنجليزية). 97 (686): 374–400. Bibcode:1920RSPSA..97..374R. DOI:10.1098/rspa.1920.0040.

### مواقع إنجليزية
1. ↑  Tretkoff, Ernie (2008). "March 1, 1896: Henri Becquerel Discovers Radioactivity". APS (بالإنجليزية).{{استشهاد ويب}}:  صيانة الاستشهاد: url-status (link)
2. ↑  Bertsch, George F.; McGrayne, Sharon Bertsch (2025). "Discovery of radioactivity". Britannica (بالإنجليزية). Retrieved 2025-04-10.{{استشهاد ويب}}:  صيانة الاستشهاد: url-status (link)
3. 1 2  Bonolis, Luisa. "Research Profile - Frederick Soddy". Lindau Nobel Laureate Meetings[الإنجليزية] (بالإنجليزية).{{استشهاد ويب}}:  صيانة الاستشهاد: url-status (link)
4. ↑  Stoye, Emma (2016). "1922 chemistry Nobel medal up for auction". Chemistry World (بالإنجليزية).
5. ↑  "Oral History Interview: Niels Bohr, Session I" (بالإنجليزية). American Institute of Physics, Niels Bohr Library and Archives. 31 Oct 1962.
6. ↑  Reynosa, Peter (7 Jan 2016). "An Ode to Henry Moseley" (بالإنجليزية). Huffington Post. Archived from the original on 2017-04-21.

### كتب عربية
1. ↑  إدنجتون، سير آرثر ستانلي (2019). فلسفة العلم الفيزيائي (PDF). ترجمة: سعد، أحمد سمير (ط. الأولى). دار آفاق للنشر والتوزيع. ISBN:978-977-765-215-5. مؤرشف من الأصل (PDF) في 2025-02-14.

## للاستزادة

### كتب
- Schopper, Herwig (1966). Weak interactions and nuclear beta decay (بالإنجليزية). North-Holland Pub. Co. OCLC:644015779.
- Tomonaga, Sin-Itiro (1997). The Story of Spin (بالإنجليزية). The University of Chicago Press. OCLC:1464559129.
- Asimov, Isaac (1992). Atom: Journey Across the Subatomic Cosmos (بالإنجليزية). Penguin Publishing. ISBN:0452268346.

### وسائط
- إرنست رذرفورد يلخص حالة الفيزياء النووية عام 1935. (7 دقائق، Nobelprize.org) (بالإنجليزية)
- هانز بيته يناقش عمل تشادويك وجولد هابر حول تفكك الديوترون. (دقيقتان، Web of Stories) (بالإنجليزية)